# ゾエ (衛星)
ゾエ ((58534) Logos I Zoe) は太陽系外縁天体 (58534) ロゴスの衛星、または二重小惑星の伴星である。主星との直径の比率は0.82と、衛星にしてはきわめて大きい。
衛星の存在はハッブル宇宙望遠鏡を用いて2001年11月17日に行われた観測によって発見され、翌2002年2月11日に発表された。当時は主星自体がまだ正式登録されていなかったため、S/2001 (1997 CQ29) 1という仮符号を付けられた（のちS/2001 (58534) 1に変更）。
グノーシス主義で神から生み出された不滅の魂を意味するゾエから付けられた。